# Liste der Kulturdenkmäler in Wolfstein
In der Liste der Kulturdenkmäler in Wolfstein sind alle Kulturdenkmäler der rheinland-pfälzischen Stadt Wolfstein einschließlich der Stadtteile Reckweilerhof und Roßbach aufgeführt. Grundlage ist die Denkmalliste des Landes Rheinland-Pfalz (Stand: 6. September 2022).

## Denkmalzonen
| Bezeichnung                         | Lage                                           | Baujahr                 | Beschreibung | Bild                           |
| ----------------------------------- | ---------------------------------------------- | ----------------------- | --- | ------------------------------ |
| Denkmalzone Stadtkern               | Am Ring, Enggasse, Mühlgasse, Schloßgasse Lage | 16. bis 19. Jahrhundert | geschlossen bebauter Bereich innerhalb der ehemaligen Stadtmauer, von der nur noch am Mühlgraben und hinter dem Gebäude Schloßgasse 11 ein Stück erhalten ist; Bebauung überwiegend aus dem 19. Jahrhundert mit einzelnen Fachwerkhäusern, die bis ins 16. Jahrhundert zurückreichen, ehemaliger lutherischer Kapelle (Schloßgasse 3/5), ehemaligem protestantischem Pfarrhaus (Am Ring 6), ehemaligem katholischem Pfarrhaus (Am Ring 10), ehemalige Stadtmühle (Am Ring 24), ehemaligem Färberhaus (Am Ring 8) | Fotos hochladen                |
| Denkmalzone Kalkbergwerk            | Hauptstraße 48 Lage                            | frühes 19. Jahrhundert  | unterirdische Kalkgrube der Firma Otto Kappel, von 1880 bis 1967 in Betrieb, ab 1980 als Besichtigungsbergwerk zugänglich; das bis ins frühe 19. Jahrhundert zurückreichende Stollensystem und die Fördereinrichtungen vollständig erhalten | weitere Bilder Fotos hochladen |
| Denkmalzone Burgruine Alt-Wolfstein | nördlich der Stadt Lage                        | um 1160/70              | Höhenburg, wohl um 1160/70 durch Friedrich I. Barbarossa gegründet, 1504 zerstört; Kernburg und äußere Burg, Halsgraben, Bergfried, teilweise ummantelt, Mauerreste des Wohnbaus, Reste einer Toranlage | weitere Bilder Fotos hochladen |
| Denkmalzone Burgruine Neu-Wolfstein | nordwestlich der Stadt Lage                    | 1313                    | Spornanlage, nur noch in ihren Außenmauern erhalten; zwischen 1313 und 1323 begonnen, 1688 und 1713 zerstört; Kriegerdenkmal von 1930 | weitere Bilder Fotos hochladen |
| Denkmalzone Kriegerdenkmal          | Roßbach, nördlich des Ortes Lage               | 1931                    | Kriegerdenkmal anstelle der früheren Dionysiuskapelle und dem umgebenden Friedhof auf dem Dionysiusberg, Steinarchitektur, 1931 von Karl Koch | Fotos hochladen                |

## Einzeldenkmäler
| Bezeichnung                                       | Lage                             | Baujahr         | Beschreibung | Bild                           |
| ------------------------------------------------- | -------------------------------- | --------------- | --- | ------------------------------ |
| Friedhofshalle                                    | Am Horst, auf dem Friedhof Lage  | vor 1876        | Friedhofshalle auf dem 1612 angelegten Friedhof; Holzkonstruktion mit Walmdach, Erneuerung 1876; zwei Epitaphe, 1613 und 1735                                          | Fotos hochladen                |
| Protestantische Pfarrkirche                       | Am Ring 1 Lage                   | 1866–68         | neugotischer Saalbau, 1866–68, Architekten Ferdinand Beyschlag, August von Voit (Planbearbeitung 1835), Emil Morgens, Kaiserslautern; spätgotisches Sakramentshäuschen | weitere Bilder Fotos hochladen |
| Wohnhaus                                          | Am Ring 6a, Mühlgasse 1 Lage     | 17. Jahrhundert | Fachwerkhaus, teilweise massiv, 17. Jahrhundert, rückwärtig Fachwerk-Werkstattgebäude; ortsbildprägend                                                                 | Fotos hochladen                |
| Altes Rathaus                                     | Am Ring 11 Lage                  | 1581            | Mittelbau, teilweise Fachwerk, 1581, dreigeschossiger Vorbau mit zwei Fachwerkobergeschossen, 1590, Laubengang 1811 geschlossen; rückwärtig Tanzsaal, 1608 oder 1689   | Fotos hochladen                |
| Alte Stadtmühle                                   | Am Ring 24 Lage                  | 1888            | viergeschossiges Mühlengebäude, 1888, ehemaliges Backhaus, Ökonomie; winkelförmiges, dreigeschossiges Wohnhaus, Heimatstil, 1909; straßenbildprägend                   | Fotos hochladen                |
| Spiegelsaal                                       | Am Ring, bei Nr. 52 Lage         | 1903            | Spiegelsaal, neubarock, 1903 | BW                             |
| Wohnhaus                                          | Bahnhofstraße 3 Lage             | um 1903         | eingeschossiges Wohnhaus, Putzbau auf Quadersockel, um 1903 | Fotos hochladen                |
| Bahnhof Wolfstein                                 | Bahnhofstraße 16 Lage            | 1882            | hausteingegliederter Quaderbau, Güterschuppen, 1882, Fahrdienstleiterstellwerk mit originaler Sicherungstechnik, 1938                                                  | weitere Bilder Fotos hochladen |
| Rathaus                                           | Hauptstraße 2 Lage               | 1753            | ehemalige Amtskellerei; großvolumiger spätbarocker Krüppelwalmdachbau, 1753, Architekt Heinrich Heyler; Gewölbekeller                                                  | Fotos hochladen                |
| Amtsgericht                                       | Hauptstraße 28/30 Lage           | 1900            | ehemaliges Amtsgericht; hausteingegliederter Sandsteinquaderbau, Neurenaissance, 1900; zugehörig Nr. 30 Gefängnis: dreigeschossiger Quaderbau, Walmdach, 1901          | Fotos hochladen                |
| Schulhaus                                         | Rathausplatz 2 Lage              | 1890/91         | ehemalige Schule; aufgesockelter anspruchsvoller Putzbau, Giebelrisalit, 1890/91, Architekt Dammbau- und Sektionsingenieur Weil, Bamberg                               | Fotos hochladen                |
| Katholische Pfarrkirche St. Philippus und Jakobus | Schloßgasse 16 Lage              | 1774–76         | Saalbau mit Krüppelwalmdach und Zwiebelturm, 1774–76 | weitere Bilder Fotos hochladen |
| Hofgut Reckweilerhof                              | Reckweilerhof, Nr. 9 und 11 Lage | 1752            | Quereinhaus, bezeichnet 1752; Taubenturm, wohl vom Ende des 18. Jahrhunderts; Wappenstein, bezeichnet 1602; Siloschuppen, um 1930                                      | Fotos hochladen                |
| Roßbacher Mühle                                   | Roßbach, In Mühlhausen 2/4 Lage  | 1695            | dreigeschossiger Bruchsteinbau, 1871, über älterem Kern (1695); sogenanntes Altes Haus: eingeschossige Einfirstanlage, teilweise Fachwerk                              | Fotos hochladen                |